# Татарское Шапкино
Татарское Шапкино (чув.Тутар Шапки) — деревня в Алькеевском районе Татарстана. Входит в состав Староматакского сельского поселения.

## География
Находится в южной части Татарстана на расстоянии приблизительно 10 км по прямой на юго-запад от районного центра села Базарные Матаки.

## История
Основана в 1690-х годах. В начале XX века действовали мечеть и медресе.

## Население
Постоянных жителей было: в 1782 — 128 душ мужского пола, в 1859 — 450, в 1897 — 640, в 1908 — 783, в 1920 — 779, в 1926 — 364, в 1938 — 204, в 1949 — 244, в 1958 — 186, в 1970 — 221, в 1979 — 178, в 1989 — 152, в 2002 — 127 (чуваши 65 %), 112 — в 2010.